# Cmentarz żydowski w Pleszewie
Cmentarz żydowski w Pleszewie – został założony w 1817 i znajduje się przy ul. Mieszka I. Wskutek dewastacji z czasów II wojny światowej i PRL na terenie kirkutu nie zachował się żaden nagrobek. Miejscowe władze planują – w porozumieniu ze środowiskami żydowskimi – utworzenie lapidarium z ocalałych nagrobków. Cmentarz ma powierzchnię 0,5 ha.